# 歐美集團
歐美集團有限公司（除牌當時為8203.HK）-- 在2004年於港交所上市公司，創辦於1992年，是由曹婉兒和曹俊文創立。
其後由於發生財政問題，加上行業競爭激烈，於是擴展汽車維修服務，更名為挑戰者集團，現時為凱順能源之今。
已出售給美國上市公司Steelcase。

## 外部連結
- steelcase.com （页面存档备份，存于）